# داشلی‌برون
داشلی برون، روستایی از توابع بخش داشلی‌برون شهرستان گنبد کاووس است که در استان گلستان ایران قرار دارد.

## جمعیت
این روستای ترکمن‌نشین در دهستان اترک (گنبد کاووس) قرار داشته و براساس سرشماری سال ۱۳۸۵جمعیت آن ۹۷۰نفر (۲۰۳خانوار) بوده‌است.